# Titanal
Titanal est l'appellation commerciale d'un alliage métallique produit par la société autrichienne Austria Metall.

## Composition
Le Titanal est composé de :
- 88,5 % d'aluminium[2]
- 7,0 % de zinc[2]
- 2,5 % de magnésium[2]
- 1,7 % de cuivre[2]
- 0,1 % de zirconium[2]

En raison de la forte proportion d'aluminium, cet alliage en reprend les principales caractéristiques physiques et chimiques, à savoir la ductilité, la malléabilité et la flexibilité.

## Utilisation
Le Titanal est très utilisé dans la fabrication de skis, snowboards et certains longskates, où il remplace les fibres de verre et / ou carbone. Par rapport aux fibres, son isotropie confère des propriétés homogènes aux planches produites.